# Гориккер, Владимир Михайлович
Влади́мир Миха́йлович Го́риккер (2 ноября 1925, Москва, СССР — 30 декабря 2021, Москва, Россия) — советский и российский режиссёр театра и кино, сценарист, педагог. Заслуженный деятель искусств Азербайджанской ССР (1971).

## Биография
Родился 2 ноября 1925 года в Москве в семье участника Первой мировой, Гражданской и Великой Отечественной войн, военачальника, изобретателя противотанкового ежа, генерал-майора Михаила Львовича Гориккера.
Жил с родителями в Москве. С детства увлекался театром и музыкой. Уже в 9 лет организовывал кукольные спектакли для сверстников.
В 11 лет выступал в качестве конферансье и чтеца в Доме Красной Армии на конкурсе самодеятельности детей военнослужащих, за что получил главный приз. Учился в музыкальной школе по классу фортепиано. Занятия курировала Елена Фабиановна Гнесина, чьё имя носит Академия и училище.
В 1939 году переехал в Киев, по месту службы отца, начальника танко-технического училища.
В 1941 году в связи с началом войны эвакуирован на Урал, в город Кунгур. Там учился в 9 и 10 классах. Продолжал участвовать в самодеятельности. Из старшеклассников и профессиональных артистов, оказавшихся в эвакуации в Кунгуре, организовал небольшую концертную бригаду. Весь сбор от концертов, которые проходили в городском театре, перечислялся на строительство артиллерийских батарей.
В 1943 году призван в армию. Служил в бронетанковых войсках. Участник Великой Отечественной войны.
В 1947 году с отличием окончил актёрский факультет Высшего театрального училища им. М. С. Щепкина при Малом театре. Педагоги: К. Зубов, Л. Дейкун, А. Благонравов, Е. Турчанинова.
В 1953 году с отличием окончил режиссёрский факультет ГИТИСа, отделение музыкального театра. Педагоги: Н. Горчаков, П. Лесли, И. Туманов.
В период учёбы на режиссёрском факультете в 1951—1952 годах работал преподавателем в театральном училище им. Щепкина.
С 1953 по 1956 год — режиссёр театров оперы и балета Одессы и Киева. На сценах этих театров поставил оперы «Риголетто» Д. Верди, «Садко» Н. Римского-Корсакова, «Севильский цирюльник» Д. Россини, «Руслан и Людмила» М. Глинки, «Богдан Хмельницкий» К. Данькевича, «Пан Коцький», «Коза-дереза» и «Зима и весна» Н. Лысенко.
В 1956—1959 годах — слушатель Высших режиссёрских курсов киностудии «Мосфильм» (первый выпуск). В качестве наставников — выдающиеся мастера советского кино, кинорежиссёры М. Ромм, Г. Александров, С. Юткевич, Л. Трауберг, Б. Барнет, И. Пырьев. Среди соучеников И. Таланкин, Г. Данелия, Ш. Аббасов, С. Микаэлян, С. Туманов, А. Серый, Г. Щукин, И. Поплавская. Одновременно работал в качестве режиссёра на Всесоюзном радио. Автор ряда развлекательных передач, а также постановщик опер современных композиторов «Три толстяка» В. Рубина, «Маскарад» А. Артамонова, «Ермак» А. Касьянова, а также китайской оперы «Песня степей». Короткометражный фильм «Соната Бетховена», поставленный Гориккером в качестве дипломной работы на Высших режиссёрских курсах, был принят в прокат на всесоюзный экран.
В 1959 году осуществил постановку оперы Ш. Гуно «Фауст» в народном оперном театре Дворца культуры Комбайностроительного завода в Таганроге. Постановка получила Первую премию на Всесоюзном смотре самодеятельности, была показана в Кремлёвском Дворце съездов. Коллектив театра избрал В. Гориккера почётным главным режиссёром, и в течение нескольких лет продолжалось творческое содружество театра и режиссёра.
В 1960 году на киностудии «Мосфильм» осуществил постановку телевизионного фильма «Музыка Верди» (по мотивам рассказов К. Паустовского «Музыка Верди» и «Доблесть»).
В 1961—1964 годах на Рижской киностудии поставил музыкальные игровые фильмы «Моцарт и Сальери», «Иоланта», «Царская невеста». В тот же период преподавал на актёрском факультете театрального училища им. Щепкина, а затем в ГИТИСе.
С 1965 по 1990 год — в штате Киностудии имени Горького. Одновременно сотрудничал с киностудией «Мосфильм». В этот период осуществил постановку игровых музыкальных фильмов «Каменный гость», «Звезда экрана», «Под крышами Монмартра», «Осенние колокола», «Серебряное ревю».
В 1970 году на киностудии «Азербайджанфильм» снял фильм-оперу «Севиль» по музыкальной драме Дж. Джабарлы на музыку Ф. Амирова.
С 1991 по 1994 годы — художественный руководитель студии «Кино и музыка» Всесоюзного объединения «Совэкспортфильм». В числе работ студии видеофильмы «Борис Годунов» и «Джульетта и Ромео» (Международный прокат — «Sacis» (Италия)).
Член Союза кинематографистов с 1963 года.
Член Гильдии режиссёров.
Член Гильдии сценаристов.
С 2002 года — академик (действительный член) Национальной Академии кинематографических искусств и наук Российской Федерации.
Скончался 30 декабря 2021 года в Москве на 97-м году жизни. Церемония прощания прошла 4 января 2022 года в ЦКБ №1 Управления делами Президента РФ. Прах захоронен на Введенском кладбище.

## Семья
- Отец — Михаил Львович Гориккер, генерал-майор технических войск, военачальник, изобретатель (1895—1955)
- Мать — Зоя Михайловна Гориккер (1897—1983)
- Первый брак (с 1954 по 1975 год) — Галина Васильевна Олейниченко, оперная певица
- Второй брак — Валентина Васильевна Смелкова — актриса театра и кино (скончалась в 1979 году)
- Сын — Владимир Владимирович Смелков (1976 г. р.)
- Внучка — Василиса Владимировна Смелкова (2009 г. р.)

## Творчество
После непродолжительной работы в оперных театрах Одессы и Киева всю последующую творческую жизнь Владимир Гориккер посвятил работе в кинематографе. Сохранив приверженность музыкальному жанру, как режиссёр и сценарист осуществил постановку целого ряда киноопер, мюзиклов, видеофильмов, музыкальной сказки.
В 1950-е — 1960-е годы в жанре кинооперы работали и советские, и зарубежные режиссёры. В большинстве кинокартин того времени сценическая постановка просто переносилась на природу («на натуру») или в реально существующие интерьеры. Были и новые художественные решения, когда театральная режиссура замещалась кинематографической, но назвать такие работы чисто кинематографическими можно условно. Тем не менее, благодаря таким работам сохранилось исполнение некоторых ролей выдающимися оперными певцами.
Гориккер в корне изменил отношение к жанру. Это потребовало совершенно иного подхода в работе над всеми компонентами фильма, начиная со сценарно-режиссёрского решения. Не театральный спектакль, перенесённый на экран, но произведение, свободное от сценических штампов, с годами превращавших его в рутинную, замшелую музейную «ценность». Особое внимание режиссёр сосредоточил на высоком профессионализме всех участников фильма. В его картинах снимались известные актёры: О. Жизнева, В. Хохряков, И. Смоктуновский, Е. Лебедев, Ф. Никитин. Л. Касаткина, П. Глебов, В. Зельдин, В. Басов, В. Васильева, М. Пуговкин, О. Анофриев, О. Коберидзе, А. Ширвиндт, Г. Милляр, Ю. Катин-Ярцев, И. Старыгин, Г. Шпигель, А. Кайдановский, И. Алфёрова, А. Лазарев (старший), Г. Георгиу, Э. Геллер, С. Крамаров, А. Смирнов. В одной из своих первых ролей — Е. Симонова, Р. Недашковская, А. Белявский. Были открыты для кинематографа новые имена, впоследствии звезды отечественного экрана — Н. Рудная, И. Печерникова, В. Смелкова, Г. Мартиросян, В. Асланова, В. Шарыкина, И. Христенко. Каждую роль создавали два актёра: драматический (в кадре) и вокалист (за кадром). Вокальные образы создали прославленные солисты оперы: А. Пирогов, С. Лемешев, З. Анджапаридзе, Г. Олейниченко, Т. Синявская, П. Лисициан, Е. Кибкало, Л. Авдеева, В. Атлантов, Т. Милашкина, А. Ведерников, А. Эйзен. За пультом лучших оркестров страны стояли Е. Светланов, Б. Хайкин, М. Эрмлер, Е. Колобов, Ю. Аранович, Ю. Силантьев, В. Людвиковский. Снимали фильмы такие мастера-операторы как Л. Косматов, В. Масс, Л. Рагозин.
В результате задача, поставленная режиссёром, была выполнена. Множество людей, лишённых возможности приобщиться к такому «элитарному» жанру, как опера, стали её поклонниками, о чём свидетельствовали переполненные залы кинотеатров, неоднократные показы фильмов на телеэкране, высокие показатели экспорта, многочисленные призы и премии на фестивалях и конкурсах.
Опыт работы над постановками киноопер режиссёр использовал и в воплощении оперетт на киноэкране. Здесь язык кинематографа ложится ещё лучше, из-за многогранности оперетты как комбинированного музыкально-драматического жанра. Гориккер вносит изменения в текст пьес, положенных в основу сценариев. А в кинофильме «Под крышами Монмартра» дописаны и музыкальные фрагменты (сочинение «Карамболины», «шлягер шагает по Парижу», триумфальный приём публикой спектакля молодых авторов, финал фильма). Композитор Георгий Фиртич, использовав музыкальные темы Кальмана, сделал это настолько мастерски, что после выхода фильма на экран, многие театры, в том числе и зарубежные, попросили режиссёра предоставить им «неизвестную» партитуру оперетты.
В. М. Гориккер развивал возможности кинематографического воплощения музыкального фильма во время работы над картиной «Осенние колокола». Он снова экспериментировал с жанром и называет его «музыкально-поэтическая фантазия». Короткая по тексту пушкинская «Сказка о мёртвой царевне и семи богатырях» воплотилась в полнометражный музыкальный фильм, в котором поэзия слилась с музыкой русских композиторов. Фильм был удостоен многочисленных премий самых престижных международных кинофестивалей, а его создатель — Золотой Пушкинской медали.
В. М. Гориккер создал свой стиль и методику работы в жанре музыкального фильма, которые так и не воплотились в «школу» из-за политических и экономических процессов 1990-х и последующих лет. В этот период жанр фильма-оперы практически исчез из российского кинематографа.

## Фильмография

### Режиссёр
- 1959 — Соната Бетховена (короткометражный)
- 1961 — Музыка Верди (короткометражный)
- 1962 — Моцарт и Сальери
- 1963 — Иоланта[8]
- 1965 — Царская невеста
- 1967 — Каменный гость
- 1970 — Севиль
- 1973 — Звезда экрана
- 1974 — Ералаш
- 1975 — Под крышами Монмартра
- 1979 — Осенние колокола
- 1982 — Серебряное ревю
- 1991 — Борис Годунов
- 1993 — Джульетта и Ромео («Антракты»)

### Сценарист
- 1959 — Соната Бетховена
- 1959 — Курьер Кремля
- 1960 — Пресс-конференция
- 1962 — Моцарт и Сальери
- 1963 — Иоланта
- 1965 — Царская невеста
- 1967 — Каменный гость
- 1973 — Звезда экрана
- 1975 — Под крышами Монмартра
- 1982 — Серебряное ревю
- 1991 — Борис Годунов
- 1993 — Джульетта и Ромео («Антракты»)

## Награды
- Медаль «За победу над Германией в Великой Отечественной войне 1941—1945 гг.»
- Юбилейные медали в честь Победы в Великой Отечественной войне (6 медалей)
- Медаль «Ветеран труда»
- Медаль «В память 850-летия Москвы»
- Золотая Пушкинская медаль
- Медаль имени Александра Ханжонкова «За выдающийся вклад в киноискусство»
- Почётное звание «Заслуженный деятель искусств Азербайджанской ССР» (18.11.1971)

## Премии
- Премия ВКФ в Ленинграде (1963).
- Главный Приз КФ стран Прибалтики и Белоруссии (1963).
- Премия МКФ в Бергамо (Италия; 1961).
- Почетное открытие МКФ в Бергамо (Италия; 1964).
- Специальный Приз МКФ в Салерно (Италия; 1979).
- Главный Приз МКФ в Хиконе (Испания; 1979).
- Золотая медаль МКФ в Вольдепиано (Италия; 1979).
- Главный Приз «Лукино Висконти» МКФ им. Давида Донателло (Италия; 1979).
- Главная Премия МВД (Россия; 1980).